# Општина Бранешти (Горж)
Бранешти (рум. Brăneşti) општина је у Румунији у округу Горж.
Oпштина се налази на надморској висини од 227 m.